# 元好问墓
元好问墓，舊稱五花墳，山西省忻州市忻府区西张乡韩岩村北一公里处，是中华人民共和国山西省文物保护单位之一。它是金末词人元好问的古墓。

## 布局
元好问墓存野史亭和墓区两大部分，有大量碑碣嵌刻。1965年5月24日，山西省人民政府公布其为山西省文物保护单位。

### 野史亭

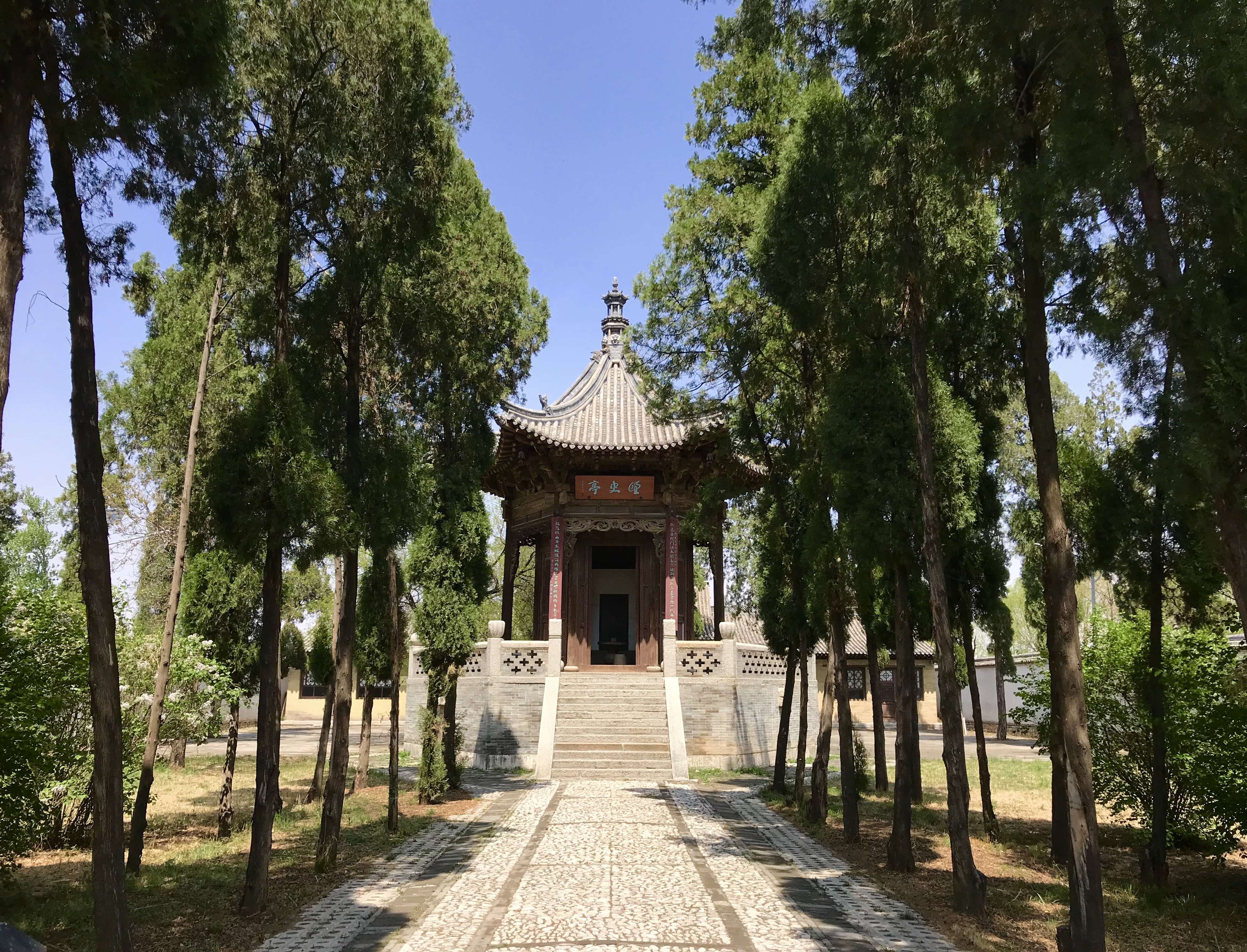
野史亭

东侧院有野史亭，三字为清朝重臣徐继畬手书。野史亭为六角攒尖结构，正中壁嵌石刻元遗山画像；两旁壁上嵌有遗山笔迹石刻五种，此地原是元好问当年收集金史资料的地方。民国十三年（1924年），忻县名士陈敬棠、邢玉霖在县长彭赞璜赞助下重建野史亭。

### 墓区
墓区部分为元好问本人及曾祖父元春、祖父元滋善、父亲元德明、叔父元格、长子元抚、孙子元若祖墓。好问墓最大居中，冢高丈余，四周以砖石砌，墓前立《诗人元遗山之墓》，墓左旁有元代郝经撰墓碑。墓前享堂三间，室内有历代修葺元墓的碑碣。堂前石翁仲、石羊、石虎排列两旁，都为元代原物。其中《诗人元遗山之墓》墓碑是至元十九年（1282年）五月二十二日，河东山西道提刑按察副使魏初和河东山西道提刑按察使姜彧遵照元好问生前所嘱，但原物被毁；现存为清乾隆五十九年（1794年）忻州知州汪古愚照原样重镌（其碑被埋直至1981年重修元墓时出土）。同治四年（1865年），忻州知州戈济荣重修，并在忻州修建元遗山祠堂。民国四年（1915年），知县陈时隽再次重修元墓。